# Hinoquitiol
O hinoquitiol (β-thujaplicina) é um monoterpenóide natural encontrado na madeira das árvores da família Cupressaceae. É um derivado de tropolone e um dos tujaplicinas. O hinoquitiol é amplamente utilizado em produtos de tratamento e higiene bucal por sua ação antimicrobiana e anti-inflamatória de amplo espectro. Além disso, é aprovado como aditivo alimentar para a preservação de alimentos no Japão.
O nome Hinoquitiol se origina do fato de ter sido originalmente isolado no hinoki de Taiwan em 1936. Na verdade, ele está quase ausente no hinoki japonês, enquanto está contido em alta concentração (cerca de 0,04% da massa do cerne) em Juniperus cedrus, Madeira de cedro Hiba ( Thujopsis dolabrata ) e cedro vermelho ocidental ( Thuja plicata ) Pode ser facilmente extraído do cedro com solvente e ultra-som.
O hinoquitiol está estruturalmente relacionado ao tropolone, que não possui o substituinte isopropil. Os tropolones são agentes quelantes bem conhecidos.

## A actividade antimicrobiana
O hinoquitiol possui uma ampla gama de actividades biológicas, muitas das quais foram exploradas e caracterizadas na literatura. A primeira, e mais conhecida, é a potente actividade antimicrobiana contra muitas bactérias e fungos, independentemente da resistência a antibióticos. Especificamente, o Hinoquitiol demonstrou ser eficaz contra Streptococcus pneumoniae, Streptococcus mutans e Staphylococcus Aureus, patógenos humanos comuns. Além disso, o Hinoquitiol demonstrou possuir efeitos inibitórios no Chlamydia trachomatis e pode ser clinicamente útil como um medicamento tópico. Estudos mais recentes demonstraram que o Hinoquitiol também demonstra ação antiviral quando usado em combinação com um composto de zinco contra vários vírus humanos, incluindo rinovírus, vírus de Coxsackie e mengovírus.

## Outras actividades
Além da actividade antimicrobiana de amplo espectro, Hinoquitiol também possui propriedades anti-inflamatórias e antitumorais, caracterizadas em vários estudos com células in vitro e estudos com animais in vivo. O hinoquitiol inibe os principais marcadores e vias inflamatórias, como TNF-a e NF-kB, e explora-se o seu potencial para o tratamento de condições inflamatórias ou auto-imunes crônicas. Verificou-se que o hinoquitiol exerce citotoxicidade em várias linhas celulares de câncer proeminentes ao induzir processos autofágicos.

### Pesquisa com Coronavírus
Os efeitos antivirais do Hinoquitiol surgem de sua ação como um ionóforo de zinco. O hinoquitiol permite a entrada de íons de zinco nas células, o que inibe os mecanismos de replicação dos vírus RNA e, subsequentemente, inibe a replicação do vírus. Alguns vírus RNA dignos de nota incluem o vírus influenza humano, SARS e o novo coronavírus. Um estudo testou a eficácia de íons de zinco com um ionóforo de zinco na inibição da replicação de SARS, outro coronavírus que compartilha muitas semelhanças com o novo coronavírus. Ela descobriu que os íons de zinco foram capazes de inibir significativamente a replicação viral dentro das células e provou que a ação dependia do fluxo de zinco. Este estudo foi realizado com o ionóforo piritionato de zinco, que funciona de maneira muito semelhante ao Hinoquitiol.

#### “Atividade antiviral da piritiona de ionóforos de zinco e hinoquitiol contra infecções por picornavírus"
Um estudo publicado em 2008 em parceria com a Universidade Médica de Viena e o Departamento de Microbiologia Médica do Centro Médico Nijmegen da Universidade Radboud, mostrou que o hinoquitiol inibe a multiplicação de rinovírus humano, vírus de Coxsackie e mengovírus. Ele também mostrou que o hinoquitiol interfere no processamento de poliproteínas virais, inibindo assim a replicação do picornavírus. O estudo também revelou que o hinoquitiol leva à rápida importação de zinco extracelular para as células, embora os dois sejam compostos estruturalmente não relacionados. O estudo também forneceu evidências de que o hinoquitiol inibe a replicação do picornavírus, prejudicando o processamento da poliproteína viral e que a actividade antiviral do hinoquitiol depende da presença de íons de zinco.

#### "Papel potencial das lavagens orais direcionadas ao envelope lipídico viral na infecção por SARS-CoV-2"
Estudo divulgado pela Oxford Academic sob a revista médica "Function Magazine". Extrato do resumo: " Os estudos emergentes demonstram cada vez mais a importância da garganta e das glândulas salivares como locais de replicação e transmissão de vírus na doença precoce de COVID-19. O SARS-CoV-2 é um vírus envelopado, caracterizado por uma membrana lipídica externa derivada da célula hospedeira da qual brota. Embora seja altamente sensível a agentes que interrompem as biomembranas lipídicas, não houve discussão sobre o papel potencial do enxágue oral na prevenção da transmissão. "

## Produtos que contêm Hinoquitiol
O Hinoquitiol é amplamente utilizado em uma variedade de produtos para o consumidor final: cosméticos, cremes dentais, sprays bucais, protetores solares e produtos para crescimento capilar. Uma das marcas líderes na venda de produtos com hinoquitiol para consumidores é a Hinoki Clinical. A Hinoki Clinical (est. 1956) foi constitúida logo após o início da primeira extração industrial de hinoquitiol em 1955. Ela atualmente possui mais de 18 gamas de produtos com o hinoquitiol como ingrediente. Outra marca, a Relief Life, alcançou mais de um milhão de vendas com sua pasta de dentes 'Dental Series' contendo hinoquitiol Outros produtores notáveis de produtos à base de hinoquitiol incluem Otsuka Pharmaceuticals, Kobayashi Pharmaceuticals, Taisho Pharmaceuticals, SS Pharmaceuticals. Além da Ásia, empresas como a Swanson Vitamins® começam a utilizar o hinoquitiol em produtos de consumo em mercados como os EUA e Austrália como um soro antioxidante além de outros projectos.

### Dr ZinX
Em 2 de abril de 2020, a Advance Nanotek, uma produtora australiana de óxido de zinco, apresentou um pedido de patente conjunta com a AstiVita Limited, para uma composição antiviral que incluía vários produtos de higiene bucal contendo hinoquitiol como um componente vital. A marca que agora incorpora esta nova invenção é chamada de Dr. Zinx e provavelmente lançará sua combinação de zinco + hinoquitiol em 2020 Em 18 de maio de 2020, a Dr. ZinX publicou resultados de testes para um “Teste de suspensão quantitativa para avaliação da actividade virucida na área médica” apresenta uma redução de '3,25 log' (redução de 99,9%) para uma concentração pura em 5 minutos contra o coronavírus felino substituto do COVID-19. O zinco é um suplemento dietético essencial e um elemento vestigial no corpo humano. Estima-se que 17,3% da população mundial tenha uma ingestão inadequada de zinco.

## História

### Descoberta
O hinoquitiol foi descoberto em 1936 pelo Dr. Tetsuo Nozoe a partir do componente de óleo essencial do cipreste de Taiwan. A descoberta deste composto com uma estrutura molecular heptagonal, que se dizia não existir na natureza, foi reconhecida globalmente como uma grande conquista na história da química.

#### Nozoe Tetsuo
Nozoe Tetsuo nasceu em Sendai, Japão, em 16 de maio de 1902. Aos 21 anos, ele se matriculou em um curso de química na Universidade Imperial de Tohoku, no departamento de química. Após sua graduação em março de 1926, Nozoe permaneceu como assistente de pesquisa, mas logo deixou Sendai para Formosa (atualmente conhecida como Taiwan) no final de junho de 1926.
Os principais interesses de pesquisa de Nozoe residiam no estudo de produtos naturais, especialmente aqueles encontrados em Formosa. O trabalho documentado de Nozoe em Formosa dizia respeito aos componentes químicos de Taiwanhinoki, uma conífera nativa que cresce em áreas montanhosas. Nozoe determinou um novo composto, hinoquitiol, a partir dos componentes desta espécie e o reportou pela primeira vez em 1936, em uma edição especial do Comunicado da Sociedade Química do Japão.
Quando um simpósio "Tropolone e compostos aliados" foi organizado pela Socidade Química de Londres em novembro de 1950, o trabalho de Nozoe sobre hinoquitiol foi mencionado como uma contribuição pioneira à química dos tropolones, ajudando assim a pesquisa de Nozoe a ganhar reconhecimento no Ocidente. Nozoe foi capaz de publicar seu trabalho sobre hinoquitiol e seus derivados na revista Nature em 1951, graças a JW Cook, o presidente do simpósio. O trabalho de Nozoe, que começou com a pesquisa de produtos naturais em Taiwan e se desenvolveu totalmente no Japão nas décadas de 50 e 60, introduziu um novo campo da química orgânica, isto é, a química de compostos aromáticos não benzenoides. Seu trabalho foi bem recebido no Japão e, assim, Nozoe recebeu em 1958 a Ordem da Cultura, a maior honra pela contribuição de pesquisadores ou artistas, aos 56 anos.

### Um futuro promissor
A partir dos anos 2000, os pesquisadores reconheceram que o hinoquitiol poderia ser útil como medicamento, principalmente por inibir a bactéria Chlamydia trachomatis.
O químico Martin Burke e colegas da Universidade de Illinois em Urbana-Champaign e em outras instituições descobriram um uso médico significativo do hinoquitiol. O objetivo de Burke era superar o transporte irregular de ferro em animais. A insuficiência de várias proteínas pode levar à deficiência de ferro nas células (anemia) ou ao efeito oposto, a Hemocromatose. Usando culturas de leveduras sem genes, como substitutos, os pesquisadores examinaram um conjunto de pequenas biomoléculas quanto a sinais de transporte de ferro e, portanto, crescimento celular. O Hinoquitiol apareceu como aquele que restaurou a funcionalidade da célula. Trabalhos futuros da equipe estabeleceram o mecanismo pelo qual o hinoquitiol restaura ou reduz o ferro celular. Eles então mudaram seu estudo para mamíferos e descobriram que quando os roedores que haviam sido projetados para a falta de “proteínas de ferro” eram alimentados com hinoquitiol, eles recuperavam a absorção de ferro no intestino. Em um estudo semelhante em peixes-zebras, a molécula restaurou a produção de hemoglobina. Um comentário sobre o trabalho de Burke et al. Apelidou o hinoquitiol de "molécula do Homem de Ferro". Isso é apropriado/irônico, porque o primeiro nome do descobridor Nozoe pode ser traduzido para o inglês como "homem de ferro".
Também foram realizadas pesquisas significativas sobre as aplicações orais do Hinoquitiol, devido ao aumento da demanda por produtos orais à base de Hinoquitiol. Um desses estudos, afiliado a 8 instituições diferentes no Japão, intitulado: “Atividade antibacteriana do hinoquitiol contra bactérias patogênicas resistentes a antibióticos e aceitáveis que predominam na cavidade oral e nas vias aéreas superiores" chegou à conclusão de que "o hinoquitiol exibe actividade antibacteriana contra um amplo espectro de bactérias patogênicas e tem baixa citotoxicidade em células epiteliais humanas".

#### Estudos Relevantes
- "O Zn2+ inibe a actividade da RNA polimerase do coronavírus e do arterivírus in vitro e os ionóforos de zinco bloqueiam a replicação desses vírus na cultura de células".[42]
- "Atividade antiviral da piritiona de ionóforos de zinco e hinoquitiol contra infecções por picornavírus".[43]
- "Detecção de coronavírus associado à SARS na lavagem da garganta e saliva no diagnóstico precoce".[44]
- "Alta expressão do receptor ACE2 de 2019-nCoV nas células epiteliais da mucosa oral."[45]
- "Medicação antiviral"[46]
- “Agente antiviral e balas, gargarejo e enxaguatório bucal usando o mesmo”.[47]
- "Método de actividade antibacteriana e antifúngica, método terapêutico de doenças infecciosas e método de preservação de cosméticos".[48]
- "Efeito protetor do hinoquitiol contra a perda óssea periodontal na periodontite experimental induzida por ligadura em ratos".[49]

Consulte as outras seções para obter mais informações sobre o desenvolvimento de pesquisas...